# ربات صنعتی

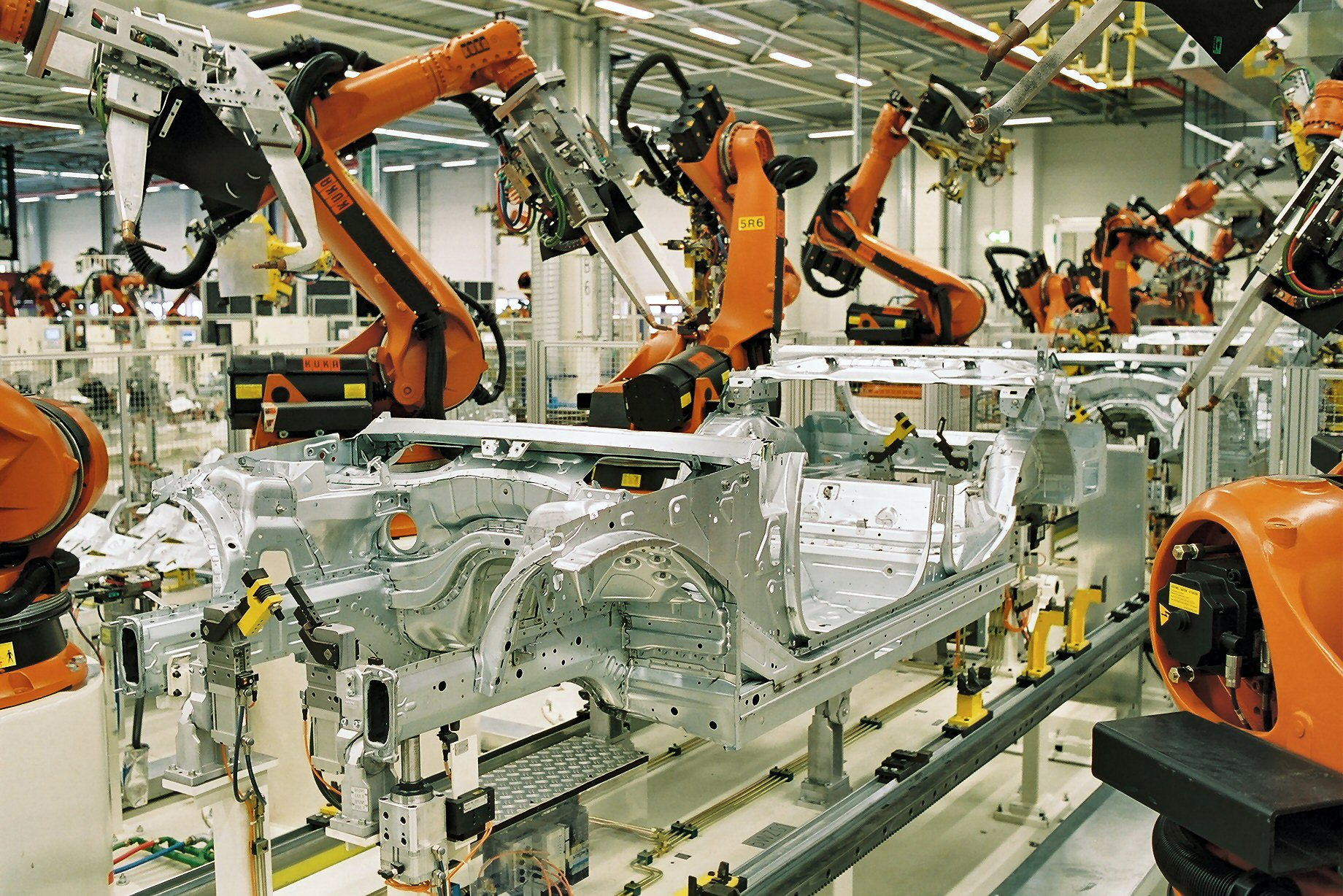
ربات‌های صنعتی مورد استفاده در کارخانه ب‌ام‌و در شهر لایپزیگ کشور آلمان، ۲۰۰۵

ربات صنعتی یک دستگاه خودکارساز است که بر اساس تعریف استاندارد ISO8373 بازویی است چند منظوره با امکان برنامه‌ریزی مجدد و کنترل خودکار، که حداقل در سه محور قابل برنامه‌پذیری می‌باشد.
این‌گونه ربات‌ها اغلب در صنعت و تولید انبوه کاربرد دارند. ذخیرهٔ چند موقعیت خاص در حافظه و حرکت به آن موقعیت‌ها در زمان‌های مختلف است. به‌طور مثال یک ربات که اشیا را از یک جا به جای دیگری منتقل می‌کند، احتمالاً از یک برنامهٔ سادهٔ بردار و بذار تبعیت می‌کند که براساس آن شی را از مکان اولیه برمی‌دارد و به نقطهٔ دوم انتقال می‌دهد.
رایج‌ترین کاربردهای ربات‌های صنعتی شامل موارد زیر می‌باشند:
جوشکاری، رنگ‌کاری، جابجایی و انتقال اشیاء و قطعات بین چند ایستگاه کاری، بسته‌بندی محصولات و چیدمان در جعبه و پالت (پالتایزینگ)، برش کاری با لیزر.

## تاریخچه
در سال ۱۹۵۴ جورج دوول نخستین بار برای ربات صنعت درخواست ثبت اختراع نمود. نخستین شرکت تولیدکننده ربات‌های صنعتی شرکت یونیمیشن بود که دوول به همراه ژوزف انگلبرگر در سال ۱۹۵۶ آن را تأسیس نمود و نخستین ربات صنعتی یونیمیت، بر پایه اختراع دوول را تولید نمود. این ربات توسط جک‌های عملگر هیدرولیک حرکت می‌کرد. کاربرد اصلی این ربات جابجایی قطعات بین چند نقطه بود.
در سال ۱۹۶۹ ویکتور شینمن در دانشگاه استنفورد نخستین ربات بند بند با شش محور حرکتی تمام الکتریکی را اختراع نمود. این ساختار ربات را قادر می‌سازد تا با دقت بالا مسیر دلخواه در فضا را طی کند و امکان استفاده از آن در کاربردهایی پیچیده‌تر نظیر جوشکاری و مونتاژ فراهم گردید. او بعد از این دومین بازو را در مؤسسه MIT ساخت و آن را MIT Arm نامید. شینمن بعد از دریافت بورس از یونیمیشن طرحش را توسعه داد و آن را به یونیمیشن فروخت. یونیمیشن نیز در آینده آن را با پشتیبانی جنرال موتورز توسعه داد و بعدها با نام پوما پوما (ابهام‌زدایی) تجاری ساخت.
در اواخر دهه ۱۹۷۰ علاقه به ربات‌های صنعتی افزایش یافت و شرکت‌های آمریکایی بسیاری از جمله جنرال موتورز و جنرال الکتریک (که به همراه شرکت ژاپنی فانوک، گروه FANUC_ROBOTICS را تشکیل دادند)، شرکت Automatix و شرکت Adept Technology به این حوضه وارد شدند.
در اروپا نیز ربات‌های صنعتی به سرعت پیشرفت کردند و هر دو شرکت ABB Group) ASEA فعلی) و کا یو کآ در سال ۱۹۷۳ نخستین ربات خود را وارد بازار نمودند. شرکت ABB ربات IRB6 که نخستین ربات تجاری جهان با کنترل میکروپروسسوری (ریزپردازنده) و موتورهای الکتریکی است را به بازار عرضه کرد.
در ژانویه ۱۹۷۴ نخستین بار یک جفت از این ربات در کارخانه‌ای سوئدی جهت سنگ‌زنی و پرداخت قطعات نصب و راه اندازی شد. شرکت کا یو کآ نیز در همین سال ربات FAMULUS را ساخت که آن نیز یکی از نخستین ربات‌های بند بند ۶ محور با محرک‌های الکترومکانیکی بود.

## شاخصهای فنی
- تعداد محور: جهت دستیابی به هر نقطه دلخواه در یک صفحه، دو محور حرکتی و برای دسترسی به هر نقطه دلخواه در فضا به سه محور حرکتی مورد نیاز می‌باشد. جهت کنترل کامل راستای آخرین بند بازوی ربات به سه محور دیگر نیز احتیاج است. از این رو ربات‌های صنعتی اغلب دارای ۶ محور حرکتی هستند. در برخی کاربردها بنابر محدودیت‌های تجاری، دقت یا سرعت برخی از محورها حذف می‌شوند.
- درجات آزادی: معمولا همان تعداد محور است.
- فضای کاری: محدوده‌ای که ربات قادر به دسترسی به آن نقاط می‌باشد. این فضا در ربات‌های بند بند حدوداً به صورت یک کره می‌باشد که شعاع آن را به عنوان اندازه فطای کاری بیان می‌کنند. در کاتالوگ‌های ربات‌ها نیز مقطع دوبعدی از این فضا به صورت یک منحنی بسته رسم می‌شود.
- ظرفیت وزنی: حداکثر وزن ابزار با قطعاتی که توسط بند انتهایی بازو قابل حمل هستند، بدون آنکه به دقت و سرعت ربات لطمه‌ای وارد شود.
- سرعت: حداکثر سرت حرکت هر یک از محورها.
- شتاب: حداکثر شتاب قابل ارائه به هر یک از محورهای ربات با وجود بار مشخص. در کاربردهایی نظیر بردار و بگذار،
- تکرارپذیری: عبارت است از مقدار اختلاف مکانی ربات در چندین بار حرکت به یک نقطه. این پارامتر معمولاً در کاربردهای دقیق اهمیت بسیاری دارد.
- دقت: میزان اختلاف مابین مختصات عددی یک نقطه در نرم‌افزار ربات و مکانی که ربات در واقعیت به آن حرکت کرده‌است.

## سازندگان
معروفترین سازندگان ربات‌های صنعتی شامل موارد زیر می‌باشند:
- FANUC_Robotics ژاپن و آمریکا
- ABB Robotics سوئد
- کا یو کآ آلمان
- Motoman  آمریکا زیر مجموعه یاسکاوا ژاپن
- کوماو ایتالیا
- هیوندای کره جنوبی
- Adept Technology آمریکا
- پاناسونیک ژاپن
- میتسوبیشی ژاپن
- Omron ژاپن
- Stäubli سوئیس

## ساختار بازار
آی اف آر (فدراسیون بین‌المللی رباتیک) فروش ربات‌های صنعتی را در سال ۲۰۱۱ میلادی هشت و نیم میلیارد دلار تخمین زده است.
تخمین تعداد قطعات ساخته شده توسط ربات‌های صنعتی به‌طور سالانه:
| سال  | قطعات   |
| ---- | ------- |
| ۱۹۹۸ | ۶۹٬۰۰۰  |
| ۱۹۹۹ | ۷۹٬۰۰۰  |
| ۲۰۰۰ | ۹۹٬۰۰۰  |
| ۲۰۰۱ | ۷۸٬۰۰۰  |
| ۲۰۰۲ | ۶۹٬۰۰۰  |
| ۲۰۰۳ | ۸۱٬۰۰۰  |
| ۲۰۰۴ | ۹۷٬۰۰۰  |
| ۲۰۰۵ | ۱۲۰٬۰۰۰ |
| ۲۰۰۶ | ۱۱۲٬۰۰۰ |
| ۲۰۰۷ | ۱۱۴٬۰۰۰ |
| ۲۰۰۸ | ۱۱۳٬۰۰۰ |
| ۲۰۰۹ | ۶۰٬۰۰۰  |
| ۲۰۱۰ | ۱۱۸٬۰۰۰ |
| ۲۰۱۱ | ۱۶۶٬۰۰۰ |